# Coenotephria vogesiaria
Coenotephria vogesiaria là một loài bướm đêm trong họ Geometridae.